# PTS
PTS (англ. 6-pyruvoyltetrahydropterin synthase) – білок, який кодується однойменним геном, розташованим у людей на короткому плечі 11-ї хромосоми. Довжина поліпептидного ланцюга білка становить 145 амінокислот, а молекулярна маса — 16 386.
| 10         |  | 20         |  | 30         |  | 40         |  | 50         |
| ---------- |  | ---------- |  | ---------- |  | ---------- |  | ---------- |
| MSTEGGGRRC |  | QAQVSRRISF |  | SASHRLYSKF |  | LSDEENLKLF |  | GKCNNPNGHG |
| HNYKVVVTVH |  | GEIDPATGMV |  | MNLADLKKYM |  | EEAIMQPLDH |  | KNLDMDVPYF |
| ADVVSTTENV |  | AVYIWDNLQK |  | VLPVGVLYKV |  | KVYETDNNIV |  | VYKGE      |

A: Аланін

C: Цистеїн

D: Аспарагінова кислота

E: Глутамінова кислота

F: Фенілаланін

G: Гліцин

H: Гістидин

I: Ізолейцин

K: Лізин

L: Лейцин

M: Метіонін

N: Аспарагін

P: Пролін

Q: Глутамін

R: Аргінін

S: Серин

T: Треонін

V: Валін

W: Триптофан

Кодований геном білок за функціями належить до ліаз, фосфопротеїнів. 
Білок має сайт для зв'язування з іонами металів, іоном цинку.